# Villa Poggio Reale
Pour les articles homonymes, voir Poggioreale (homonymie).
La Villa de Poggioreale (villa Colline royale) est une ancienne villa située dans le quartier éponyme de Naples, en dehors de l'enceinte de la ville. C'est l'un des monuments les plus importants de la Renaissance napolitaine.

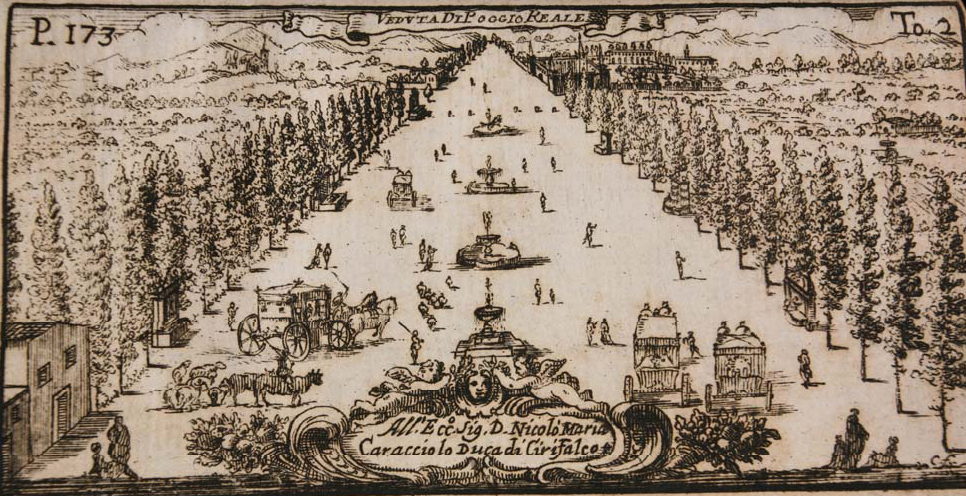
Vue de la route de Poggioreale menant à la villa.

## Description de la villa
L'aspect de la villa est connu grâce à une reproduction de Sebastiano Serlio.

## Jardins
Les jardins de la villa furent très impressionnants et firent l'admiration de bien des visiteurs, à commencer par Laurent de Médicis, puis le roi de France Charles VIII en février 1495. 
Leur auteur se nommait Pacello da Mercogliano « le jardinier le plus célèbre de l'Europe », moine bénédictin et créateur de l'Arte del verde.
Pacello da Mercogliano suit ensuite Charles VIII en France en Touraine, à Amboise, et reproduit ses jardins italiens merveilleux à Château-Gaillard à Amboise.
Ses jardins d'agrumes en terrasse de Poggio Reale étaient prisés.